# Tania Tsanaklidou
Soultana Tsanaklidou (en griego: Τάνια Τσανακλίδου; Drama, 9 de abril de 1952), más conocida como Tania Tsanaklidou, es una cantante y actriz griega.

## Biografía
Nació en la ciudad de Drama (Grecia), pero se crio en Salónica. A la edad de 8 años, ya había formado parte de obra teatral infantil. Estudió drama e historia antigua y tomó clases de baile. A los 21 años, se mudó a Atenas, donde comenzó a trabajar como actriz de teatro y en 1978, consiguió aparecer por primera vez en televisión.
Festival de Eurovisión 1978
En 1978 fue seleccionada para representar a Grecia en el Festival de Eurovisión ese mismo año en París. Su canción «Τσάρλι Τσάρλιν» consiguió 66 puntos y se posicionó en el 8.º lugar.